# 李慶安
李慶安（1959年1月17日—），中華民國政治人物，曾任中國國民黨籍及親民黨籍立法委員。李慶安為中華民國第一位遭查出擁有且隱瞞美國國籍的立法委員，並遭到註銷當選資格，法院一審詐欺罪名成立（根據中華民國相關法令規定，民意代表不允許擁有雙重國籍；實務上，臺灣政治人物具雙國籍者一旦當選，一般會緊急申請註銷外國籍）；二審出現大逆轉，高等法院改判無罪定讞。

## 早年及個人生活
李慶安出生於臺北市，為前行政院院長李煥之女，其兄為政治人物李慶華。畢業於北一女中後，她就讀國立政治大學新聞學系，於1981年取得學士學位。她接著在馬里蘭大學主修大眾傳播學，並取得碩士學位。
李慶安留學美國時認識余紹逖。兩人1984年結婚，並於同年6月赴美國置產。1985年取得绿卡，而根據美國法令，1979年到1989年申請的綠卡沒有時效性。兩人1989、1990年分別育有一女一子，其子女皆因美國採取「屬地主義」而擁有美國公民身分。李慶安1991年歸化為美國公民。

## 媒體生涯
李慶安1984年進入華視，當時其父李煥出任教育部部長，而教育部則為華視主要股東之一。留學期間，曾任華視新聞駐美特派員（1983～1986年）、華府辦事處主任（1986～1989年）。返國後擔任《華視夜間新聞》（1989年9月18日－？）主播，並曾主持《新聞雜誌》節目。
她亦曾主持公共電視台《國際瞭望》、1993年中国中央电视台春节联欢晚会，曾任中國電視公司《六十分鐘》執行製作。

## 政治生涯
1994年當選台北市議員，1998年起連任多屆立法委員，前親民黨立法院黨團總召集人。
2006年1月14日，退出親民黨並重返中國國民黨。輿論認為係佈局台北市長選舉，且因親民黨黨主席宋楚瑜亦有意角逐有關。同年3月21日棄選並改支持葉金川。
2008年3月，《壹周刊》報導李慶安擁有雙重國籍。2008年年底，國民黨使用迂迴策略處理李的事件，但國民黨始終難以抵擋輿論，無法保住李慶安立委職權，故逼迫李退出中國國民黨，2009年初辭去立委。同年2月6日，中央選舉委員會認定李慶安自1994年至2005年擔任公職期間擁有雙重國籍，違反參選資格相關法律規定，決議註銷她的一屆台北市議員及三屆立法委員當選證書，亦即當選無效 。

### 譴責陳師孟雙重國籍
1994年12月24日，她宣誓就職第七屆台北市議員。當時台北市國民黨議員對副市長陳師孟的雙重國籍案連署譴責，當時北市議員李慶安也在連署之列；因為美國在台協會無法辦理放棄國籍，其他條件包括必須本人親自到場，還要求一位見證人，陳師孟飛泰國去放棄美國籍美國護照隨即被打洞，美國護照最後一頁加蓋已註銷的字樣，後面還有美國領事館領事的簽名。李慶安主張將有雙重國籍者送監院，而且只要有雙重國籍，公職身份「自始當然確定無效」，並且要求當時的陳水扁市長負行政責任。
2008年李慶安的雙重國籍案爆發後，陳師孟表示他沒想到一個連署譴責他的人，自己竟也擁有美國籍。外界質疑李慶安既然認為「宣誓就任中華民國公職即已喪失美國籍」，為何當年還質疑前北市副市長陳師孟雙重國籍問題？李慶安表示，喪失美國籍有「客觀行為」和「主觀意願」兩個條件，她兩者具備，當年外界並不清楚陳師孟是否有主觀放棄意願，因此提出質疑，她記得當年並沒有公開罵過陳師孟，是台北市議會國民黨團提出連署譴責，她簽名而已。 然而根據當年台北市議會的質詢記錄，李慶安曾就此事指責議長「成何體統」，並要求黨團退席抗議。

### 遭立委羅福助毆打
2001年，李慶安在立法院被立委羅福助毆打。事後，羅福助坦承動手並向媒體道歉。此事件經由電視畫面轉播顯示，雙方是先因言詞上的衝突才進而爆發肢體相向。羅動粗的行為受到許多民眾的譴責，但李慶安羅福助兩人事前究竟說了什麼以致羅發生衝突，此點迄今仍未釐清。

### 惡意誹謗涂醒哲案
2002年9月，李慶安在陳情民眾鄭可榮誤認下，雖有查證但在未得到全面證據之下與鄭可榮召開記者會，稱前衛生署長涂醒哲對鄭可榮強吻舔耳，鄭可榮在提出的陳情中所寫的性騷擾過程細節，讓人誤認為當天涂醒哲確實有對鄭可榮性騷擾、舔耳，後經廣告公關業者丁瑞豐證實當天去KTV的另有其人，為衛生署人事室主任屠豪麟。李慶安在獲得另有騷擾者的訊息後，卻仍與鄭可榮執意指涂醒哲涉案。由於媒體大幅報導本事件，因此造成涂醒哲名譽受損。
受害的當事人涂醒哲認為此案的媒體效應，讓人深切體會到媒體誤導或公器私用等不客觀的現實。 經涂醒哲提出告訴，在刑事部份，檢方認為李慶安在召開記者會前有透過管道進行查證，因此並非故意誹謗，給予不起訴處分；在民事部份，台灣台北地方法院判決李慶安與鄭可榮應連帶賠償涂醒哲新台幣六十萬元，案經雙方提起上訴後，台灣高等法院判命李、鄭二人再連帶賠償新台幣四十萬元，但因發現涂醒哲確非涉及性騷擾之人後，李、鄭二人已經以召開記者會、發表聲明稿的方式向原告道歉，因此針對要求二人在報紙上刊登道歉的訴求，二個審級的判決均予駁回。

### 臺灣地圖橫躺

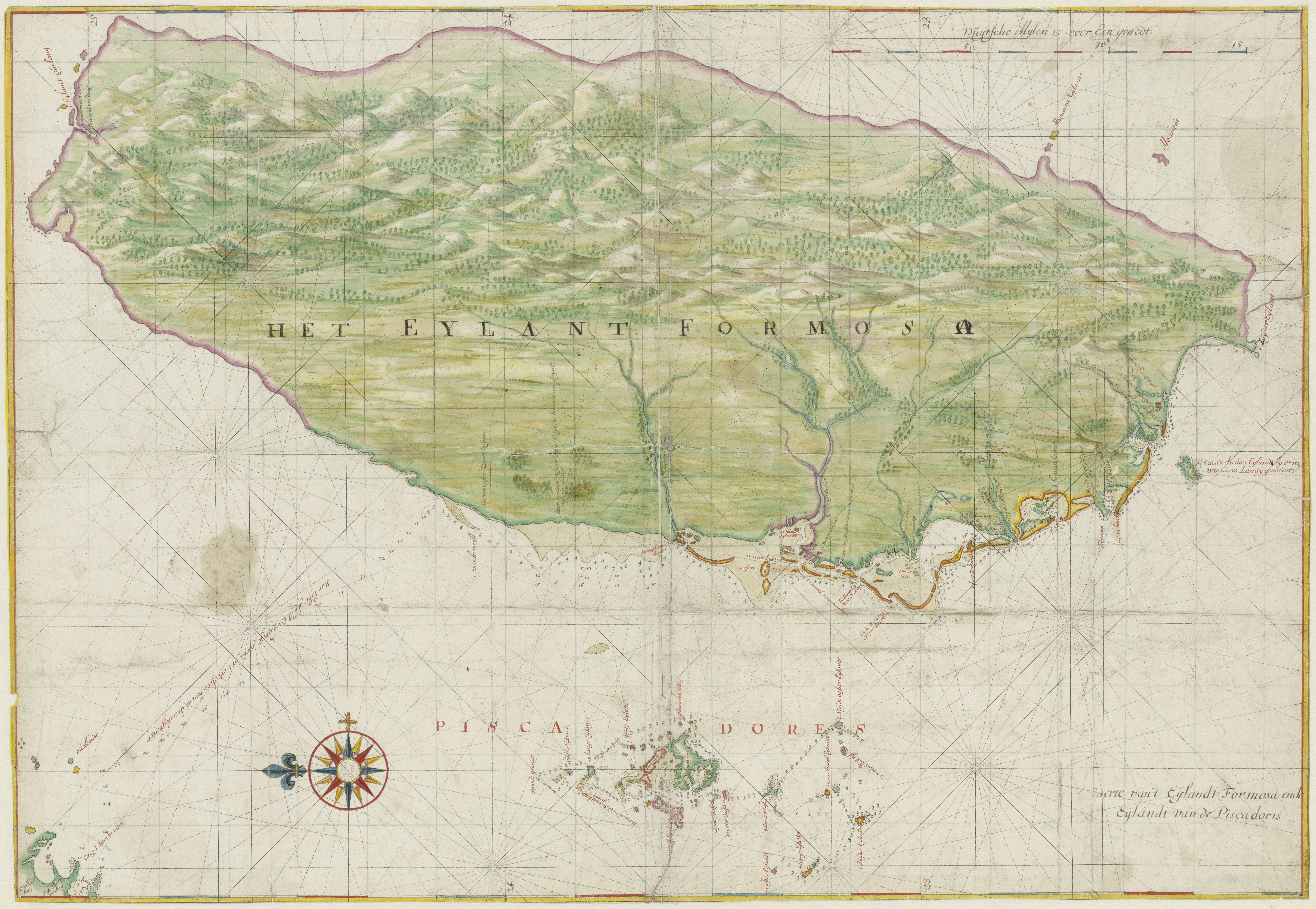
這種「北左南右，東上西下」的橫躺臺灣地圖在歷史文獻屢見不鮮(如：許多十七世紀歐洲人畫的台灣地圖，乃至不少中國方面的地圖)：圖為1640年所繪福爾摩沙地圖

2004年5月26日，由於前教育部長杜正勝曾在學術會議上以「歷史文化研究的新思維」為題發表演說，提出「倒轉90°」「台灣觀點地圖」的說法，強調「台灣必須找回自己的中心點」。此圖係由國立臺灣大學地理環境資源學系所繪制「換個角度看臺灣地圖」地圖。
然而，李慶安在質詢時斥責台灣地圖「橫躺」有意識形態。認為杜正勝是去中國化、去中華民國化，而以台灣為中心的思考，並認為「全世界的地圖都是北上南下」，要求杜比照他的地圖「躺著質詢」。 在2011年後，橫躺的台灣地圖仍還被泛藍人士視為有台獨意識。
但李慶安的反應也引來激進學者與台獨人士批評她檢查思想、對台灣過去的歷史無知、充滿「大中國大陸中原中心沙文主義」的統派觀點，認為她單元化的態度是地圖只准有一種畫法和看法，無法容忍以台灣為中心、以台灣為主體的教育理念、和「立足台灣，心懷台灣、創造海洋國家格局」的史觀論述。

## 雙重國籍事件

### 起因
2008年3月12日，台灣《壹週刊》報導李慶安擁有雙重國籍，這項報導如果屬實，李慶安依法將失去立法委員資格。同一天，李慶安向媒體承認曾有美國國籍，但表示與馬英九相同都已「自動失效」，並出示兩本有美國簽證的中華民國護照，對於確切失效日期與方式則沒有說明清楚。3月13日，民進黨立法院黨團召開記者會指出，放棄美國國籍只有一種方法，當事人親自到領事館或外交辦事處簽署放棄國籍聲明文件，並由美國領事或外交官擔任見證人、簽名負責，隨後才由美國外交部發出「放棄國籍證明文件」。李慶安針對此事表示，美國公民只要在其他國家擔任公職，就會「被動喪失」美國公民資格。並且指出美國國務院官方網站，也聲明其公民只要在其他國家擔任公職即會失去美國公民資格，但原文其實是「有可能喪失」（a potentially expatriating act），而非「被動喪失」。3月18日，民進黨立法院黨團採取法律行動，告發李慶安擁有雙重國籍、涉及偽造文書和利用職務詐取財物罪。李慶安則再次強調，民國八十三年擔任台北市議員時就喪失美國國籍。

### 後續發展
2008年總統大選過後，此事一度沈寂下來，但5月21日出刊的壹週刊再度爆料，經向外交部查詢，外交部指稱「李慶安仍是美國公民」。李慶安對此低調回應，強調自己絕對沒有雙重國籍，因此立委的資格也不會有問題。 當時的台灣政府的外交部稍後否認了此事。5月23日，在美國擔任律師的前立委邱彰表示李慶安仍行使美國公民權，並且指出三個月前李慶安以及其丈夫陸續使用過美國社會安全號碼。。5月24日，美國國務院官員指出，美國公民若要放棄國籍，必須前往美國大使館或領事館，在官員面前宣誓放棄。即使取得其他國家國籍或者宣誓為其他政府任職，仍然必須完成放棄國籍的法定程序，否則美國國籍不會自動喪失。6月4日，壹週刊再次提出新證據，李慶安曾經在2000年向美國申請換發護照，顯示李慶安之前強調他擔任公職後，就自動喪失美國籍的說法，是完全不實的。

### 結果
12月24日，美國方面回覆外交部請求清查113位立委是否具有美國籍的密函送達立委手中，李慶安上午搶先承認她的名字有被提及，但她仍強調以自己對美國移民法的見解，美國國籍已經喪失，而且還以自己在12月所收到的國務院來函文件說，自己的案子還在審理當中。民進黨立委則表示，根據美國官方回應臺灣外交部請求「臺灣政府調查立委雙重國籍」一案，回函中明確指出，國民黨立委李慶安擁有美國公民身份。12月25日，李慶安發表聲明，暫停立委職務與領取薪資。當天美國國務院東亞局官員表示，李慶安是否有美國籍一事已經「結案」（We now consider this issue closed），未來國務院不會再有評論。美國在台協會（AIT）發言人何志（Thomas Hodges）也表示「基本上，我們認為本案已結束」。
美國法律明確規定要放棄公民身分，必須取得由國務卿簽名的喪失國籍證明書，就任其他國家政府官員或民意代表可視為有放棄國籍的意圖，但為保障可能在被脅迫下放棄國籍的美國公民，美國國務院領務局官員曾明確表示，擔任外國的民意代表不等於自動放棄美國公民身分。美國國務院對李慶安雙重國籍案作出說明後，「自動失效說」或「國籍自動消失說」已經證明不成立，證明美國籍不會因李宣誓就職立委而自動喪失。相關案例亦顯示美國國籍不會因為宣誓擔任他國公職而自動消失。（綠卡則是完全不同的狀況）
12月26日，李慶安宣布停止參加黨團運作和會議，並自行停止黨權。12月30日，李慶安宣布退出中國國民黨。12月31日，國民黨考紀會准許李慶安退出國民黨，並註銷黨籍。翌年1月5日，立委李慶安被告發涉嫌雙重國籍案，台北地檢署發佈限制出境、出海命令，當選民代後未放棄美國籍，涉嫌詐領市議員、立委薪資，1月8日李慶安以「不願見到反對黨以此事件綁架總預算」為由，辭去立委職務，唯仍認為其案件仍在美方審理中。
2月6日，中央選舉委員會認為李慶安未喪失美國籍，判定臺北市議員及第4、5、6屆立法委員皆當選無效。而第7屆立法委員參選資格的認定機關是中華民國內政部，中選會不作認定。
本案引發是否追討其各屆民代任內的薪水的爭議。基於信賴保護原則，主管機關無權追討其助理費用，因為其助理無從得知已被中選會公告當選的委員，是否具有雙重國籍身分。且已有相關法院判例，如當事人具有行使職務的事實時，可不追討其雙重國籍時，根據其行使職務所請領的薪水。在相關法律並未明載雙重國籍者需繳回其請領薪水的前提下，此似乎只能針對偽造文書罪嫌進行起訴，而無法順利進行追討其薪水。
2009年9月16日，台北地檢署偵辦雙重國籍案，依詐欺等罪嫌起訴李慶安；檢方認定她明知自己具有美國國籍，卻在當選市議員及立委後，沒有依規定提出放棄美國國籍的程序，在台北市議員及立法委員任內，共詐領1億多元，檢方偵查終結依詐欺、偽造文書等罪嫌起訴李慶安。10月26日，臺灣臺北地方法院首度開庭時，她當庭承認擔任市議員以及立委時兼具美籍，但否認犯罪。
2010年2月4日被台北地院依四個詐欺罪嫌一審判處李慶安2年有期徒刑，她透過律師聲明上訴到底。 同年3月1日，臺灣臺北地方法院檢察署以此一審判決沒有認定偽造文書罪為由，向臺灣高等法院提出上訴。
2011年3月29日，臺北高等行政法院判決臺北市議會敗訴，所以她被追討的四年市議員支領的新臺幣2,268萬元免還，但此案仍可上訴。
2011年8月23日，臺灣高等法院改判李慶安雙重國籍詐欺取財案無罪定讞，但檢方指控涉貪污的「利用職務詐取財物罪」，無罪判決仍可上訴三審。8月26日，台灣團結聯盟赴臺北地檢署告發高等法院審判長李英勇、受命法官崔玲琦、以及陪席法官白光華涉嫌中華民國刑法枉法裁判罪。9月14日，臺灣高等法院檢察署（高檢署）針對還能上訴的利用職務詐取財物罪，提出上訴。
2011年10月27日，最高行政法院駁回臺北市議會上訴，李慶安免還支領費用定讞。2011年11月3日，最高法院以高檢署檢察官上訴程序顯為法所不許爲由，駁回其上訴，李慶安無罪定讞。

## 選舉紀錄
| 年度 | 選舉屆數             | 選舉區           | 所屬政黨   | 得票數 | 得票率 | 當選標記     | 備註   |
| ---- | -------------------- | ---------------- | ---------- | ------ | ------ | ------------ | ------ |
| 1994 | 第七屆臺北市議員選舉 | 臺北市第六選舉區 | 中國國民黨 | 26,209 | 9.03%  |              | [ 59 ] |
| 1998 | 第四屆立法委員選舉   | 臺北市第二選舉區 | 中國國民黨 | 86,878 | 12.03% |              |        |
| 2001 | 第五屆立法委員選舉   | 臺北市第二選舉區 | 親民黨     | 38,154 | 6.34%  |              |        |
| 2004 | 第六屆立法委員選舉   | 臺北市第二選舉區 | 親民黨     | 37,035 | 6.30%  |              |        |
| 2008 | 第七屆立法委員選舉   | 臺北市第六選舉區 | 中國國民黨 | 99,294 | 66.80% | 本屆選制更改 |        |